# Microrregión de Caxias
La Microrregión de Caxias es una de las microrregiones del estado brasileño del Maranhão perteneciente a la mesorregión Este Maranhense. Su población según el censo 2010 es de 416.327 habitantes y está dividida en seis municipios.Su población está formada por mestizos 69.4, blancos 18.5, negros 11.8, asiáticos 0.2 e indígenas 0.1, habitaban la región 382 indígenas en 2010. Posee un área total de 15.330,211 km².

## Municipios
- Buriti Bravo
- Caxias
- Matões
- Parnarama
- São João do Soter
- Timon

- Datos: Q2379490